# Pride de Boston
Le Pride de Boston (en anglais Boston Pride) était une équipe professionnelle de hockey sur glace féminin située à Boston aux États-Unis et jouant dans la Ligue Nationale Féminine de Hockey (LNHF). Fondée en 2015 lors de la création de la ligue, l'équipe disputait ses matchs à domicile à la Warrior ice arena, à Boston, et remporta la Coupe Isobel en 2016, lors de la saison inaugurale. Elle est la première équipe à remporter deux fois la coupe Isobel avec un second titre en 2021 .
L'équipe était affiliée aux Bruins de Boston de la Ligue nationale de hockey.

## Historique

### Début de la ligue et saison inaugurale 2015-2016
Lors de sa première saison, au cours de laquelle il remporte le championnat, le Pride joue au Centre Bright-Landry situé dans l'Université d'Harvard à Allston dans les environs de Boston.
En mai 2015, l'équipe annonce le recrutement de Bobby Jay en tant que premier entraineur. Il a déjà occupé la position d'entraineur assistant pour l'équipe des États-Unis de hockey féminin qui a remporté la médaille d'argent aux Jeux olympiques de 2014 l'année précédente, ainsi qu'une place dans le staff de l'équipe nationale lors des championnats du monde en 2012 et 2013, la coupe des quatre nations en 2011, 2012 et 2013.
En juin 2015 Amanda Pelkey devient la première joueuse a signer un contrat avec les Pride.

L'équipe joue son tout premier match contre les Beauts de Buffalo, qu'elle remporte 4-1. Hilary Knight marque le premier but de la franchise et enregistre le premier match multi-buts de la LNHF. La première victoire des Pride est attribuée à Brittany Ott, qui devient la première gardienne de but américaine à gagner un match de saison régulière en LNHF. Lors d'une victoire 5-3 en extérieur contre les Beauts de Buffalo, Brianna Decker marque le premier coup du chapeau de l'histoire de la LNHF. 

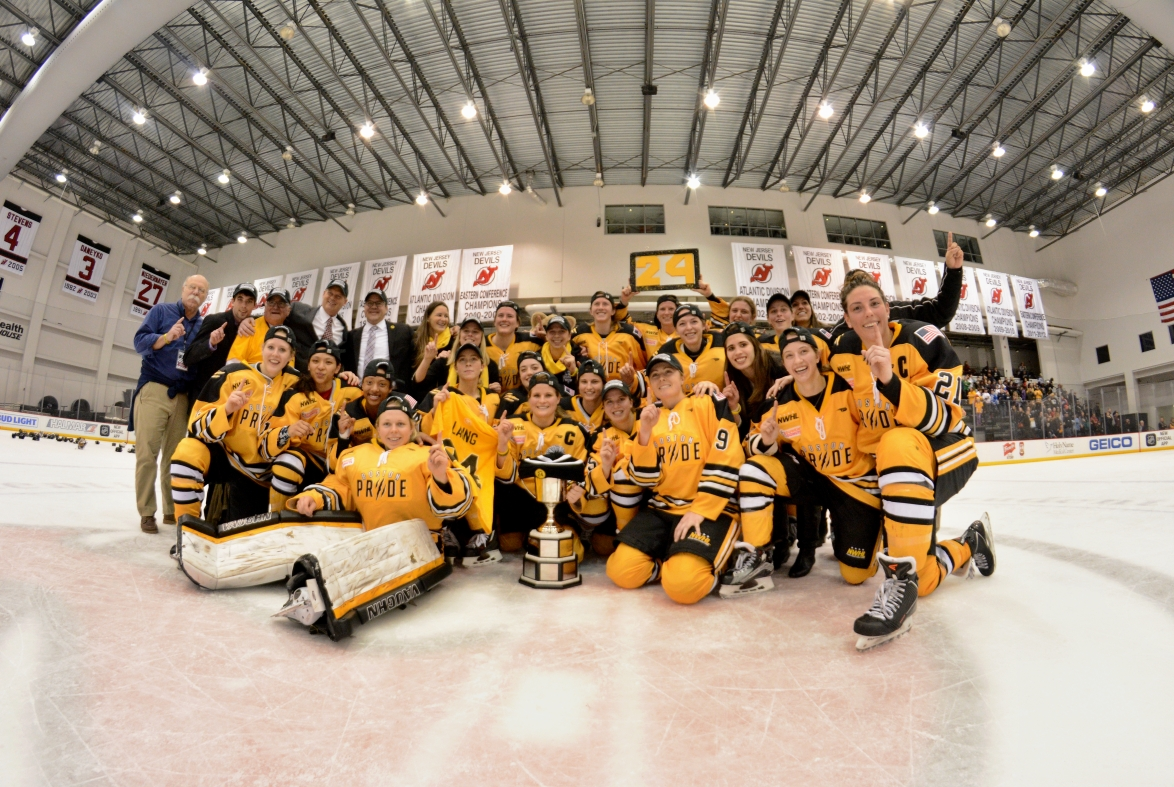
Les Pride de Boston célébrant leur première Coupe Isobel en 2016.

En novembre 2015, Brianna Decker et Hilary Knight sont nommées les premières co-capitaines de la franchise.
Le 31 décembre, le Pride de Boston joue contre les Canadiennes de Montréal de la Ligue Canadienne de Hockey Féminin (LCHF) lors du premier Classique extérieur féminin (en anglais : Outdoor Women's Classic), sur un score à égalité 1-1 . Le match est joué la veille du Classique hivernale (en anglais : NHL Winter Classic) de la LNH au Gillette Stadium à Foxborough, dans le Massachusetts. Cet évènement marque un pas important dans l'histoire du développement du hockey féminin : c'est le premier match de hockey féminin professionnel qui se joue en extérieur, le premier match de hockey féminin professionnel arbitré par la LNH et le premier match entre la LNHF et la LCHF.
Malheureusement, un évènement vient noircir ce tableau : au cours de la deuxième période, Denna Laing (du Pride) s'écrase contre la bande et se blesse à la colonne vertébrale. Cette blessure l’amènera à rester en fauteuil roulant et abandonner sa carrière de hockeyeuse. À la fin de la saison, le Pride emmène la Coupe Isobel sur le lit d'hôpital de Laing, partageant la victoire avec elle. De plus, Denna gagne le Foundation Award pour la joueuse la plus impliquée auprès de la communauté et le Perseverance Award pour la joueuse qui représente les valeurs de persévérance, d'implication et d'esprit d'équipe. Ce dernier sera d'ailleurs rebaptisé par la suite le Denna Laing Award.
Lors de leur seconde saison 2016-2017, le Pride réalise une saison quasi parfaite, accordant une seule défaite lors de leur dernier match contre les Metropolitan Riveters. Cependant elles perdent en finale de la Coupe Isobel contre les Beauts de Buffalo sur le score de 3-2.

### Jeux olympiques 2018 et nouvel encadrement
Après deux premières saisons en première place du classement et deux finales de séries disputées, la saison 2017-2018 est plus mouvementée pour le Pride. La configuration de l'équipe connait plusieurs changements : nouvel entraineur chef, nouvelle capitaine et surtout l'absence d'une bonne partie des joueuses stars de l'équipe pour la préparation des Jeux olympiques de 2018. En effet, 7 joueuses de la sélection féminine pour les États-Unis font partie de l'effectif du Pride, avec notamment Hilary Knight, Brianna Decker, Kacey Bellamy, Meghan Duggan, Gigi Marvin, etc. Des prestations aléatoires et une production moyenne ne dépassant pas deux buts par match les classe en troisième position de la saison régulière. Boston ne parvient pas à accéder à la finale de la Coupe Isobel, pour la première fois en trois ans, et est sortie par les Beauts de Buffalo en demi-finale des séries éliminatoires.
La saison 2018-2019 voit le retour de certaines joueuses médaillées olympiques comme Haley Skarupa et Gigi Marvin. Pour autant le Pride n'arrive pas à re-signer ses joueuses emblématiques, Knight partant dans la LCHF chez les Canadiennes ou encore Decker et Bellamy chez les rivales de Calgary. Le 10 janvier 2019, la LNHF annonce un partenariat officiel entre les Bruins de Boston de la LNH et le Pride,. L'équipe est la quatrième à nouer un partenariat avec une équipe de la LNH.

### Rachat de l'équipe et pandémie
Le 17 septembre 2019, l'équipe est rachetée par un groupe privé d'investisseurs dont le principal actionnaire est le dirigeant de Cannon Capital Miles Arnone. Le 26 janvier, Dempsey devient la première joueuse dans l'histoire de la ligue à atteindre la barre des 100 points (séries éliminatoires incluses) . Les Pride remportent leur troisième saison régulière avec un total de 23 victoires et une défaite, se qualifiant pour les séries de 2020 contre les champions en titre du Minnesota. Cependant l'épidémie de Covid-19 éclate juste avant la finale, menant au report puis à l'annulation des matchs. La coupe Isobel n'est pas remise pour cette saison . 
En septembre 2020, l'aéroport international Logan dévoile deux bannières de l'équipe des Pride : leur victoire de la Coupe Isobel 2016 et leur championnat de saison régulière 2019-2020.  Le Pride de Boston devient la première équipe féminine sportive de Boston à avoir une bannière suspendue dans l'aéroport, au même titre que celles des équipes masculines des Bruins (hockey), Celtics (basket-ball), Patriots (football américain) et Red Sox (baseball) . 
À cause de la pandémie, le planning de la saison 2020-2021 est complètement revu. Les Riveters doivent déclarer forfait après plusieurs cas de Covid-19 dans leur rang, ce qui entraîne une confrontation en trois matchs entre les Pride et les Beauts en vue de déterminer la quatrième place du classement, que Boston remporte . Du fait de l'apparition de nombreux cas à Lake Placid, lieu choisi pour la bulle de jeu, la finale est relocalisée à Brighton, au domicile des Pride. L'équipe défait les Six de Toronto puis les Whitecaps dans une victoire 4 à 3. Elle accède au second titre de son histoire .

## Bilans par saisons
| Saison    | PJ | V  | D | DP | DTB | BP | BC | Pts | Classement | Séries éliminatoires                                                          |
| --------- | -- | -- | - | -- | --- | -- | -- | --- | ---------- | ----------------------------------------------------------------------------- |
| 2015-2016 | 18 | 14 | 3 | 1  | 0   | 75 | 39 | 29  | 1re place  | 2-0 Riveters de New York 2-0 Beauts de Buffalo Championnes de la coupe Isobel |
| 2016-2017 | 17 | 16 | 1 | 0  | 0   | 73 | 29 | 32  | 1re place  | 8-2 Whale du Connecticut 2-3 Beauts de Buffalo                                |
| 2017-2018 | 16 | 4  | 8 | 4  | 0   | 33 | 48 | 12  | 3e place   | 2-3 Beauts de Buffalo                                                         |
| 2018-2019 | 16 | 11 | 5 | 0  | 0   | 60 | 36 | 22  | 3e place   | 0-4 Beauts de Buffalo                                                         |

## Personnalités

### Joueuses

#### Effectif actuel
| No    | Nom                 | Nat. | Position         | Arrivée                                |
| ----- | ------------------- | ---- | ---------------- | -------------------------------------- |
| +002, | Alyssa Gagliardi    |      | Défenseure       | 2015 - Blades de Boston (LCHF)         |
| +004, | Lauren Kelly        |      | Défenseure       | 2018 - Huskies de Northeastern (NCAA)  |
| +005, | Lexi Bender         |      | Défenseure       | 2016 - Eagles de Boston College (NCAA) |
| +007, | Mary Parker         |      | Attaquante       | 2017 - Terriers de Boston (NCAA)       |
| +008, | Dana Trivigno       |      | Attaquante       | 2017 - Whale du Connecticut            |
| +009, | Dru Burns           |      | Défenseure       | 2018 - Blades de Boston (LCHF)         |
| +010, | Kaliya Johnson      |      | Défenseure       | 2017 - Whale du Connecticut            |
| +011, | Jordan Smelker      |      | Attaquante       | 2015 - Blades de Boston (LCHF)         |
| +013, | Kaleigh Fratkin     |      | Attaquante       | 2017 - Metropolitan Riveters           |
| +014, | Jillian Dempsey – C |      | Attaquante       | 2015 - Blades de Boston (LCHF)         |
| +015, | Emily Field         |      | Attaquante       | 2015 - Eagles de Boston College (NCAA) |
| +016, | Amanda Pelkey       |      | Attaquante       | 2015 - Catamounts du Vermont (NCAA)    |
| +017, | McKenna Brand       |      | Attaquante       | 2018 - Huskies de Northeastern (NCAA)  |
| +018, | Tonni Ann Miano     |      | Défenseure       | 2018 - Eagles de Boston College (NCAA) |
| +019, | Gigi Marvin         |      | Défenseure       | 2015 - Blades de Boston (LCHF)         |
| +021, | Taylor Wasylk       |      | Défenseure       | 2018 - Blades de Boston (LCHF)         |
| +022, | Haley Skarupa       |      | Attaquante       | 2017 - Whale du Connecticut            |
| +029, | Brittany Ott        |      | Gardienne de but | 2015 - Blades de Boston (LCHF)         |
| +030, | Madison Litchfield  |      | Gardienne de but | 2017 - Catamounts du Vermont (NCAA)    |
| +033, | Kaitlin Burt        |      | Gardienne de but | 2018 - Eagles de Boston College (NCAA) |
| +041, | Denisa Křížová      |      | Attaquante       | 2018 - Huskies de Northeastern (NCAA)  |
| +047, | Mallory Souliotis   |      | Défenseure       | 2018 - Bulldogs de Yale (NCAA)         |

#### Capitaines
- 2015 - 2017 : Hilary Knight et Brianna Decker
- 2017 - En cours : Jillian Dempsey[21]

#### Joueuses notables
- Brianna Decker
- Hilary Knight
- Denna Laing
- Gigi Marvin
- Brittany Ott
- Meghan Duggan
- Kacey Bellamy

#### Choix de premier tour
Ce tableau permet de présenter le premier choix de l'équipe lors du repêchage d'entrée de la LNHF qui a lieu chaque année depuis 2015.
| Année | Joueuse            | Choix        | Équipe junior                   |
| ----- | ------------------ | ------------ | ------------------------------- |
| 2015  | Kendall Coyne      | 3e au total  | Huskies de Northeastern (NCAA)  |
| 2016  | Ann-Renée Desbiens | 4e au total  | Badgers du Wisconsin (NCAA)     |
| 2017  | Kaitlin Burt       | 1er au total | Eagles de Boston College (NCAA) |
| 2018  | Kali Flanagan      | 5e au total  | Eagles de Boston College (NCAA) |
| 2020  | Sammy Davis        | 1er au total | Terriers de Boston (NCAA)       |

### Dirigeants

#### Entraineurs chefs
- 2015 - 2017 : Bobby Jay
- 2017 - 2018 : Thomas Pöck[23]
- 2018 - En cours : Paul Mara[24]

#### Directeurs généraux
| N° | Nom           | Engagement | Départ   | Remarques            |
| -- | ------------- | ---------- | -------- | -------------------- |
| 1  | Hayley Moore  | 2015       | 2017     | Coupe Isobel en 2016 |
| 2  | Karilyn Pilch | 2019       | En cours | Coupe Isobel en 2021 |